# Max Ermers
Max Ermers, ursprünglich Maximilian Rosenthal (* 11. Februar 1881 in Wien, Österreich-Ungarn; † 2. Oktober 1950 ebenda) war ein österreichischer Kunsthistoriker und Publizist.

## Leben
Maximilian Rosenthal war ein Sohn von Joseph Rosenthal, Besitzers der Firma E. S. Rosenthals Erben sowie Geschäftsführer der Fa. Rosenthal & Goldschmidt, Hersteller von Rollläden, und seiner Ehefrau Eva, geb. Ermetz. Sein Bruder war der Verleger Ernst Peter Tal (ursprünglich Ernst Sigmund Rosenthal). Er studierte zunächst an der Wiener Handelsakademie und dann vom Sommersemester 1901 bis zum Sommersemester 1902 Jura an der Universität Zürich. Von 1903 bis zur Promotion 1908 studierte er dann Kunstgeschichte an der Universität Zürich.
Max Ermers regte nach dem Ersten Weltkrieg den Bau zahlreicher Siedlungen im Wiener Gemeindegebiet an, publizierte und warb für den Siedlergedanken und leitete von 1919 bis 1923 das „Siedlungsamt der Stadt Wien“. In dieser Funktion arbeitete er mit Architekten wie Adolf Loos, Josef Frank und Margarete Lihotzky zusammen.
Er war als Kunstkritiker, Autor für Der Wiener Tag, Herausgeber von Wochenblättern wie Neue Erde. Kultursozialistische Wochenschrift (1919, auch Leiter der Verlagsgenossenschaft Neue Erde) und Die Zeit. Blätter für Erkenntnis und Tat (1934–35) tätig. Er emigrierte 1939 nach England, arbeitete dort in einer Glasfabrik und kehrte als kranker Mann im Juli 1948 nach Wien zurück.

## Veröffentlichungen (Auswahl)
- Die Architekturen Raffaels in seinen Fresken, Tafelbildern und Teppichen. Heitz, Straßburg 1909 (unter dem Titel Die Architekturen in Raffaels Gemälden Dissertation Zürich 1908).
- Victor Adler. Aufstieg und Größe einer sozialistischen Partei. Wien 1932.